# 拉普蘭區
拉普兰区（芬蘭語：Lapin maakunta）是芬兰面积最大的一个行政区，位于芬兰最北部。2010年前这一地区组成为拉普兰省，又译拉皮省。该区总面積为100,366.82平方公里。2017年12月底人口179,223人。首府羅瓦涅米。该区与俄罗斯、瑞典、挪威接壤。
拉普兰寒冷的冬季气候，再加上遍地的松树和云杉等针叶树，一些国家特别是英国把它跟圣诞节联系在一起。每年年底时前往拉普兰度假也非常普遍。自从芬兰电台主持人马库斯·劳蒂奥在1972年提议后，拉普兰地区就被视为圣诞老人的故乡。
拉普兰区划分为六个次区，再细分为21个市镇。

## 地理

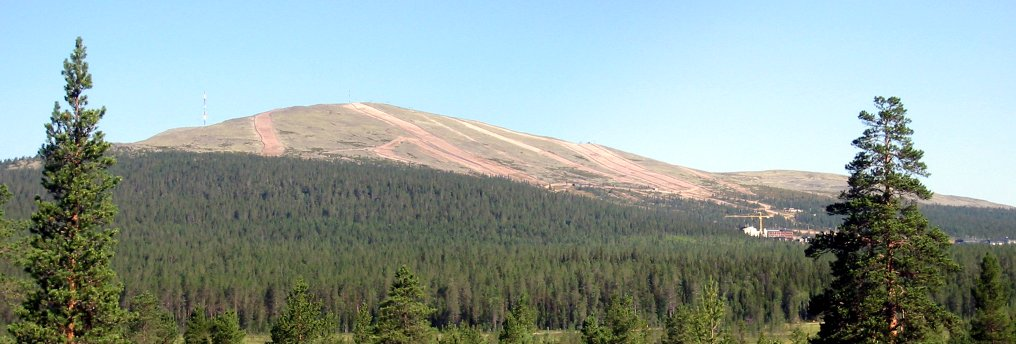
于莱斯山

拉普兰区的总面积为100,367平方公里，其中陆地面积为99,667平方公里，淡水区域面积为6,316平方公里，海域面积为1,383平方公里。南边与北博滕区，西边与瑞典，北边与挪威，东边与俄罗斯接邻。在它的边界上流淌着三条河流：泰诺河、穆奥尼奥河和托尔尼奥河。最大的湖泊为伊纳里湖，面积为1,102平方公里。海拔最高点在哈尔蒂亚峰位于芬兰边境上的山坡上，海拔为1,324米，这也是整个芬兰的最高点。
在拉普兰区里有八个国家公园：佩赖海国家公园、伦皮河国家公园、歐蘭卡國家公園、帕拉斯-于莱斯山国家公园、皮海-洛斯托国家公园、里西山国家公园、叙厄泰国家公园和乌尔霍·吉科宁国家公园。
在地势较高的地方在八月底或九月初就开始下雪了。积雪平均在十月份或者九月底开始降落。整个冬天都不溶化的雪在十月中旬到十一月底之间降落，这跟芬兰南部相比就早多了。冬季特别漫长，大约持续7个月左右。积雪覆盖的厚度通常在四月初最厚。不久之后积雪就开始快速溶化。1997年4月19日在基尔皮斯耶尔维测量到了在拉普兰区的积雪厚度记录，厚度为190厘米。
由于北冰洋带来暖空气的缘故，拉普兰区最冷的地方不是在最北部，而是在西北角。区内年平均气温从西北部的零下几度到西南部（凯米-托尔尼奥地区）的零上几度。

## 历史

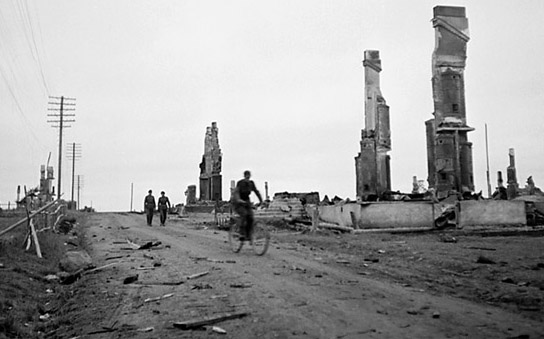
1944年被炸毁的索丹屈莱市镇

现今的芬兰拉普兰区在1634至1809年瑞典统治时期分属于两个省份。北部和西部地区是西博滕省的一部分，而南部地区则是博滕省的一部分（1755年之后成为奥卢省的一部分。北部和西部地区在1809年划分至奥卢省。在1918年保皇派的芬兰宪法里，拉普兰准备成立为大亲王国，是计划中芬兰国王的管辖范围。1938年拉普兰省从奥卢省划分出来。
在战间和平期和继续战争初期，芬兰政府允许纳粹德国的军队作为巴巴罗萨行动的一部分驻守在拉普兰。芬兰与苏联在1944年单独签署和平协议后，苏联要求芬兰把德军驱逐出其领土。而这结果就是拉普兰战争，期间几乎所有的拉普兰平民都被迫撤离。德国在撤离至挪威之前在拉普兰实施了焦土政策。拉普兰40%-47%的住房及417公里的铁路被摧毁，9500公里的道路被埋了炸弹、摧毁或遭受其它方式破坏而不能使用，675座桥梁和3700公里的电话线被摧毁。拉普兰首府城市罗瓦涅米的90%被烧毁，只有几幢建筑得以幸存。
二战之后，佩察莫及萨拉市镇的一部分割让至苏联。战后的年代里是一个重建、工业化和经济快速增长的时期。建立了大型的水电站和矿井，城市、道路和桥梁在战争的废墟中得以重建。20世纪后期拉普兰的经济开始下滑，矿山和工厂的盈利额下降，拉普兰大部分地方的居民数量急剧下降。
2010年1月1日所有的芬兰的省份都被废除，但是拉普兰重组为新成立的行政区之一。

## 市镇

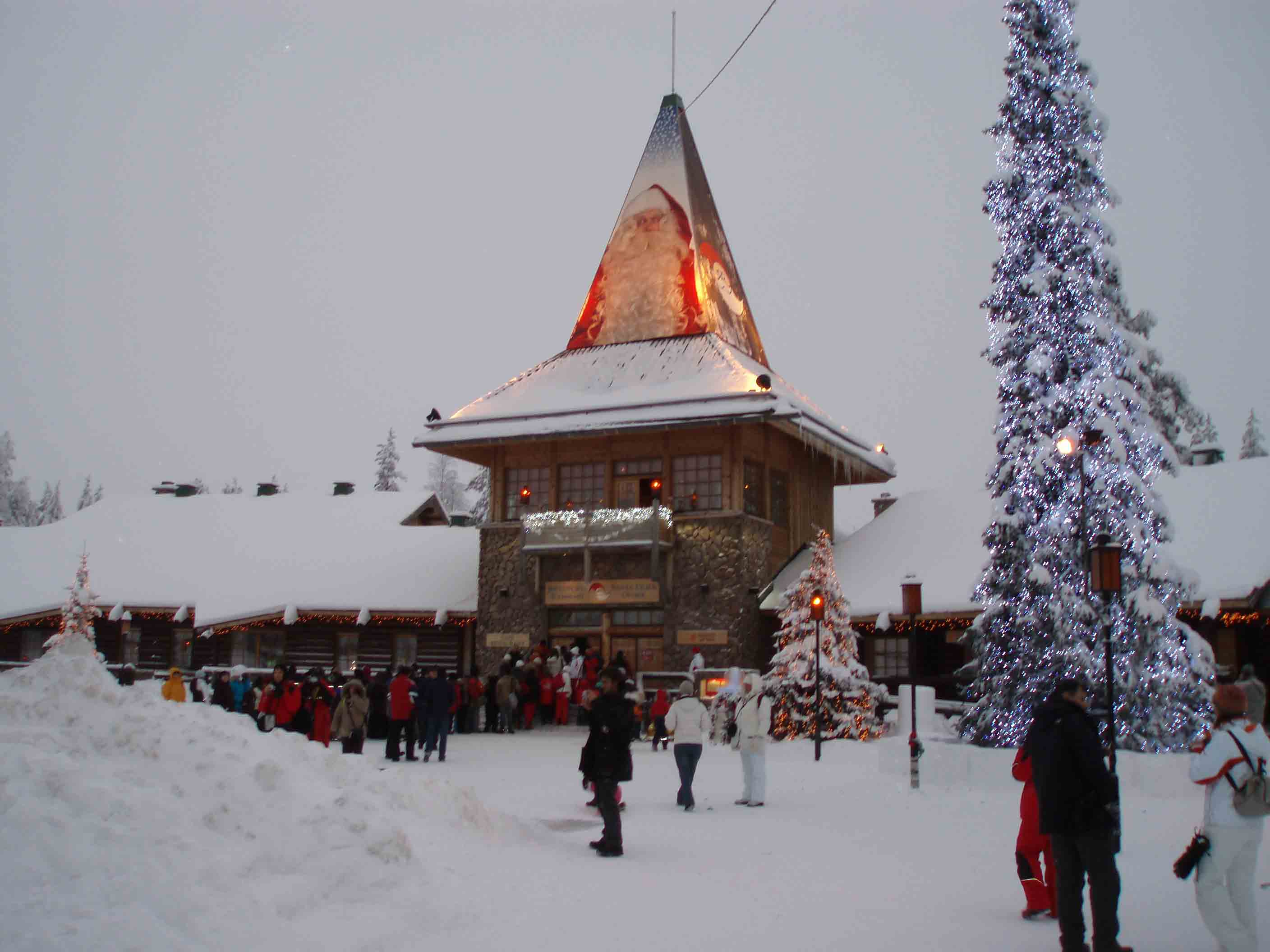
位于罗瓦涅米的圣诞老人村

拉普兰区下分21个市镇（其中4个市镇具有城市称号），这些市镇又组合为6个次区。
东拉普兰次区
- 凯米耶尔维（城市）
- 佩尔科森涅米
- 波西奥
- 萨拉
- 萨武科斯基

凯米-托尔尼奥次区
- 凯米（城市）
- 凯明马
- 锡莫
- 泰尔沃拉
- 托尔尼奥（城市）

北拉普兰次区
- 伊纳里
- 索丹屈莱
- 乌茨约基

罗瓦涅米次区
- 罗瓦涅米（城市）
- 拉努阿

托爾尼奧河谷次區
- 佩洛
- 上托尔尼奥

高地拉普兰次区
- 埃农泰基厄
- 基蒂莱
- 科拉里
- 穆奥尼奥

### 萨米原住民地区
萨米人主要分布在拉普兰区的北部市镇内。北部埃农泰基厄、乌茨约基、伊纳里三个市镇全境和索丹屈莱市镇北部的拉普兰驯鹿放养合作社的区域构成萨米原住民地区。萨米机构和行政区的机构平行存在。

## 人口
2017年底时拉普兰区内共有179,223名居民，其中172,386人的母语为芬兰语，1,560人的母语为萨米语，438人的母语为瑞典语，另外有4,839人的母语为其他语言，外国公民共有4,013人。在本地区通行的萨米语有三种：北萨米语、伊纳里萨米语和斯科尔特萨米语。
大多数拉普兰区的居民为芬兰福音信义会的成员，区内有22个堂区，都属于奥卢教区。莱斯塔迪乌斯教派在拉普兰区具有影响力。通常该教派的成员也是芬兰福音信义会的成员。斯科尔特萨米人则归属于芬兰正教会。斯科尔特萨米人在1500年代开始改信正教会，在佩察莫自1533年起就有正教会的修道院。

## 经济

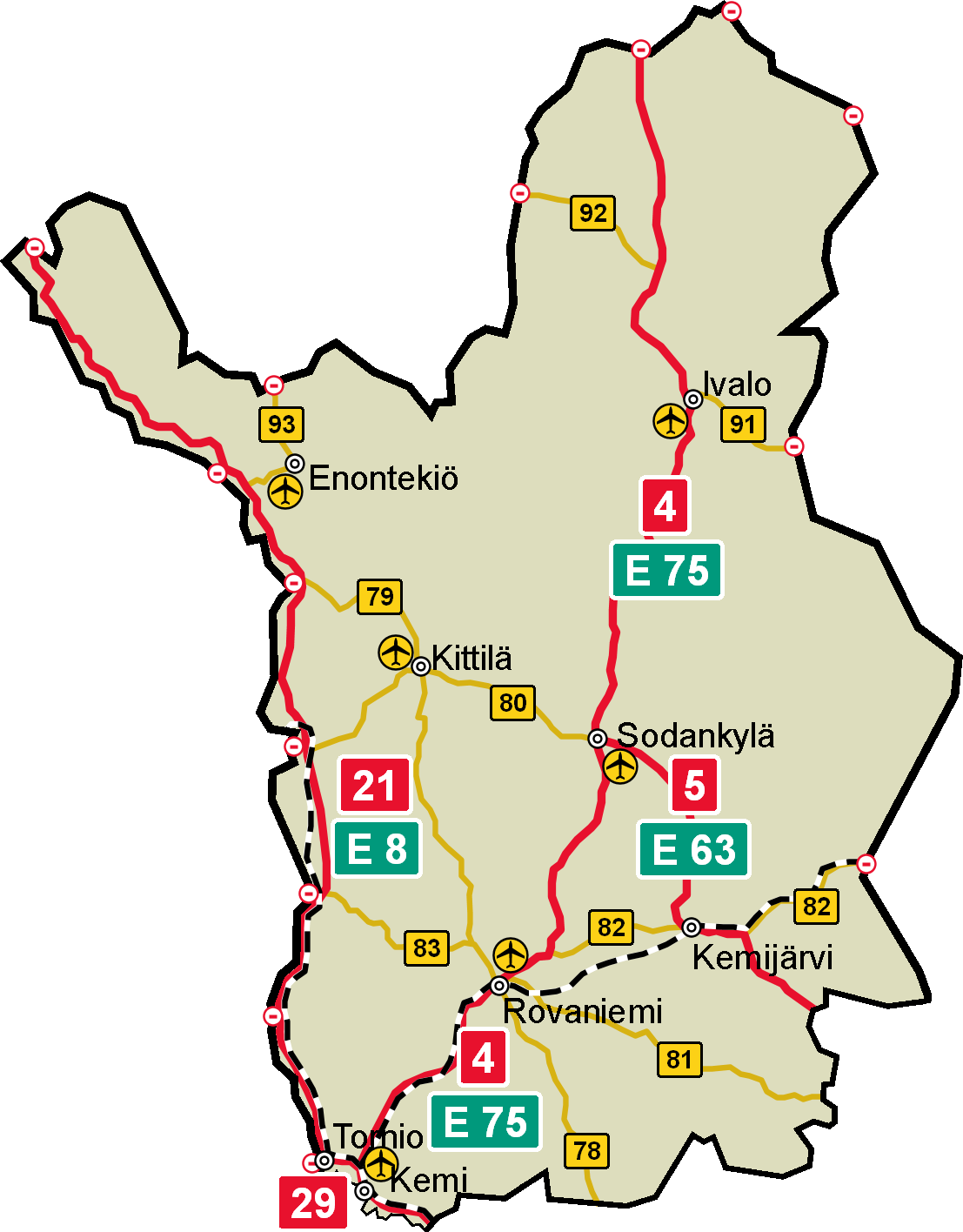
拉普兰交通地图

拉普兰区传统的经济活动是驯鹿饲养、打猎和捕鱼。区内也有很多经营旅游业的公司和滑雪场，这些公司基本全年营业，但高峰期主要集中在冬季。特别是历史上北极圈内的拉普兰地区的情况依然如此。但即使在那个区域，林业和现今的采矿业成为重要的行业。现今的拉普兰整体区域内工业在营业额和雇员人数上来看都占据第一位。拉普兰沿海地区，即凯米-托尔尼奥次区，是拉普兰区工业化最高的地区。
四分之三的工作岗位是在服务业内。旅游业及其附属行业占据重要地位。自1930年代起人们就开始去拉普兰高山滑雪。
在拉普兰区也开采如铬和金等各种矿物。

### 交通
拉普兰区内有五个机场：凯米-托尔尼奥机场、罗瓦涅米机场、基蒂莱机场、伊瓦洛机场和埃农泰基厄机场。飞往赫尔辛基大概需时1.5个小时。
在拉普兰西部有南北方向的铁路连接托尔尼奥和科拉里。东西方向的铁路从凯明马出发，途经罗瓦涅米和凯米耶尔维，直至萨拉的芬俄边境。

## 延伸閱讀
- 芬蘭租屋生活